# No Boy, No Cry
No Boy, No Cry (ノーボーイ・ノークライ?, Noboi-Nokurai) è un brano musicale del gruppo giapponese Stance Punks, e pubblicato l'8 giugno 2005 come loro sesto singolo. Il brano è stato utilizzato come sesta sigla di apertura degli episodi dal 129 al 153 dell'anime Naruto. Il singolo è arrivato alla trentatreesima posizione della classifica Oricon dei singoli più venduti in Giappone, rimanendo in classifica per cinque settimane e vendendo 10 211 copie.

## Tracce
CD singolo ESCL-5002
1. No Boy, No Cry (ノーボーイ・ノークライ)
2. Kurayami ni Hi wo Tsukeru (暗闇に火をつけろ)
3. Hana wo Soeru You ni (花を添えるように)

Durata totale: 9:89

## Classifiche
| Classifica (2005) | Posizione massima |
| ----------------- | ----------------- |
| Giappone (Oricon) | 33                |